# Piotr Koszelnik
Piotr Dariusz Koszelnik (ur. 8 listopada 1972 w Przemyślu) – polski chemik, profesor nauk inżynieryjno-technicznych, specjalista w zakresie chemii środowiska, rektor Politechniki Rzeszowskiej im. Ignacego Łukasiewicza, w kadencji 2020–2024.

## Życiorys
W 1996 ukończył studia na kierunku technologia chemiczna na Politechnice Rzeszowskiej im. Ignacego Łukasiewicza. W 1999 na podstawie napisanej pod kierunkiem Janusza Tomaszka rozprawy pt. Wpływ wybranych czynników na retencję azotu w zbiornikach zaporowych otrzymał na Wydziale Inżynierii Budowlanej i Sanitarnej Politechniki Lubelskiej stopień naukowy doktora nauk technicznych dyscyplina: budownictwo specjalność: inżynieria środowiska. Na podstawie dorobku naukowego oraz rozprawy pt. Źródła i dystrybucja pierwiastków biogennych na przykładzie zespołu zbiorników zaporowych Solina-Myczkowce uzyskał w 2009 na Wydziale Inżynierii Środowiska Politechniki Warszawskiej stopień doktora habilitowanego nauk technicznych dyscyplina: inżynieria środowiska specjalność: chemia środowiska. Został zatrudniony na stanowisku profesora nadzwyczajnego na Wydziale Budownictwa, Inżynierii Środowiska i Architektury Politechniki Rzeszowskiej im. Ignacego Łukasiewicza i kierownikiem Zakładu Inżynierii i Chemii Środowiska na tym wydziale. Sprawował stanowisko dziekana Wydziału Budownictwa, Inżynierii Środowiska i Architektury PR w kadencji 2016–2020 (zajmował je również w kadencji 2012–2016). Wszedł w skład Komitetu Inżynierii Środowiska PAN. 17 kwietnia 2020 został wybrany na rektora Politechniki Rzeszowskiej na kadencję 2020–2024. W tym samym roku otrzymał tytuł profesora nauk inżynieryjno-technicznych.

## Dorobek naukowy
Jego działalność naukowo-badawcza skupia się wokół zagadnień związanych z ochroną środowiska wodnego przed zanieczyszczeniami antropogenicznymi, w tym zanieczyszczeniami nowej generacji (emerging pollutants) oraz wykorzystaniem analizy stabilnych izotopów do interpretacji przyczyn i kierunków zmian jakości środowiska. Jego prace doktorska oraz habilitacyjna dotyczyły problematyki ochrony przed eutrofizacją wód zbiorników zaporowych, w tym zbiornika Solina.
Jest autorem jednego patentu, trzech monografii naukowych i ponad 180 publikacji w czasopismach i materiałach recenzowanych. Publikował m.in. w takich czasopismach, jak: „Separation and Purification Technology” (IF 5,107), „Chemosphere” (IF 5,108), „Catalyst” (IF 3,444), „Journal of Water Process Engineering” (IF 3,173). Pełnił również funkcję redaktora naczelnego czasopisma „Journal of Civil Engineering, Environment and Architecture”. Jest członkiem Rady Naukowej czasopisma „Technologia Wody”.
Uczestniczył w blisko 30 konferencjach i sympozjach naukowych o zasięgu międzynarodowym oraz krajowym. Jest członkiem kilku organizacji: Komitetu Inżynierii Środowiska PAN (trzy kadencje) – od 2020 r. pełni funkcję wiceprzewodniczącego, Wojewódzkiej Komisji do spraw Ocen Oddziaływania na Środowisko, oraz organizacji branżowych: Polskiego Związku Inżynierów i Techników Sanitarnych, Polskiego Towarzystwa Limnologicznego i Rady Naukowo-Programowej Stowarzyszenia EKOSKOP.
Jest zaangażowany w rozwój i kształcenie kadry na różnych poziomach jako: kierownik w trzech oraz wykonawca w dziewięciu projektach badawczych finansowanych z KBN/MNiSW/NCN w zakresie nauk podstawowych, promotor w trzech obronionych przewodach doktorskich (obydwa obronione z wyróżnieniem), promotor w kolejnym wszczętym przewodzie doktorskim, recenzent w sześciu przewodach doktorskich i jedenastu postępowaniach habilitacyjnych, członek komisji habilitacyjnej w dwóch postępowaniach habilitacyjnych.
Jest miłośnikiem kryminałów Akunina, Mendozy i Hugo-Badera.

## Pełnione funkcje
W latach 2012–2019 przez dwie kadencje był dziekanem Wydziału Budownictwa, Inżynierii Środowiska i Architektury. Był i jest członkiem Senatu oraz komisji senackich Politechniki Rzeszowskiej. W latach 2010–2020 kierował Zakładem Inżynierii i Chemii Środowiska. Obecnie (w kadencji 2020–2024) pełni funkcję rektora Politechniki Rzeszowskiej.

## Odznaczenia i wyróżnienia
- Brązowy Krzyż Zasługi (2014)[18]
- Medal Komisji Edukacji Narodowej (2015)[19]
- Srebrny Medal „Za Zasługi dla Pożarnictwa”[20]
- Brązowy Medal „Za Zasługi dla Pożarnictwa”[20]

- Medal „Zasłużony dla Nauki Polskiej Sapientia et Veritas”[20]
- Odznaka „Zasłużony dla Krajowej Administracji Skarbowej”[20]
- 15 nagród rektora PRz[21][22][23][24][25].